# Le Voyage de Shuna
Le Voyage de Shuna (シュナの旅, Shuna no Tabi) est une nouvelle de 147 pages écrite et illustrée à l’aquarelle par Hayao Miyazaki et publiée en un seul volume en 1983 par Animage dans la collection Juju Bunko (le bunko est un format 11 × 15 cm, un peu plus petit que le tankōbon traditionnel).
Composée de un ou deux dessins par page, l’œuvre s’apparente plus à un conte illustré qu’à un véritable manga. Elle permet toutefois d’aborder les thèmes chers à Miyazaki, notamment sur les espoirs et les dangers que crée la civilisation humaine ; plusieurs films ultérieurs de l’auteur s’en inspirent d’ailleurs par endroits.

## Histoire
Shuna est le prince d’un peuple pauvre qui souffre régulièrement de disette en raison du climat aride de ses terres, encastrées entre deux chaines de montagnes. Un jour, il rencontre un vieillard exténué et lui porte immédiatement assistance ; las, l’homme sur son lit de mort n’a que le temps de montrer au prince des petites graines dorées qui pourraient prospérer même en ces terres arides et sauver son peuple des famines. Ce vieillard a passé sa vie à rechercher ces graines et, las, n'en a trouvé que des versions privées de leur coque, les rendant impropre à agriculture.
Le héros part alors pour un long périple en quête de ces plantes. Durant de longs jours, il découvre un monde hostile, désertique et dangereux, notamment quand il tombe sur un repaire de cannibales. Il parvient ensuite à une ville qui prospère grâce au commerce d’esclaves. Révulsé, Shuna  décide de ne pas s’attarder, lorsqu’il découvre la plante qu’il recherche sur les étals des marchands. De fil en aiguille, c’est auprès d’un vieillard mystérieux qu’il obtient des renseignements sur la provenance du blé doré, qui serait échangé contre les esclaves. Avant de partir, il décide de délivrer par la force deux jeunes esclaves, Théa et sa sœur, qu’il avait rencontrées la veille sans pouvoir les sauver.
Ensemble, ils parviennent à déjouer leurs poursuivants avant de finalement atteindre une forêt luxuriante et antique, le pays des hommes-dieux, où se trouve l’objet de leur quête. En effet, Shuna découvre au centre de la forêt un étrange édifice au pied duquel des géants cultivent la plante dorée. Mais lorsqu’il en arrache un brin, une malédiction s’abat sur lui en châtiment et le plonge dans une sorte d’amnésie léthargique. Réfugiée dans un village proche, Théa prend soin de lui avec abnégation et ensemble, ils cultivent les graines dorées ramenées par le prince. Ils deviennent fiancés par un concours de circonstances et vivent un temps paisiblement, jusqu’au jour où, protégeant les plantations sacrées d’un orage, la malédiction qui pesait sur Shuna se lève enfin complètement, lui rendant la parole et la mémoire.
Shuna et Théa se lancent alors dans une série de voyages à travers le monde...

## Personnages
- Shuna (シュナ?) est un jeune prince courageux qui n’hésite pas à mettre sa vie en jeu pour sauver son peuple. D’un caractère bon, il n’en possède pas moins une forte volonté de vivre. Il se pose ainsi comme un « personnage idéaliste »[1].
- Théa (テア, Tea?) est une jeune esclave sauvée par Shuna, qu’elle aime ensuite sincèrement, n’hésitant pas à se dévouer avec ténacité pour le sauver. Elle a également une petite sœur qu’elle garde avec elle durant la quête du prince.
- Yakkul (ヤックル, Yakkuru?) est la monture imaginaire de Shuna, basée librement sur le yak et le bouquetin. Entièrement dévouée à son maître, elle l’accompagne tout au long de sa quête.

## Inspirations et thèmes
Le Voyage de Shuna se présente sous la forme d’un conte épique inspiré à l’origine d’une légende tibétaine. Il préfigure fortement de la plupart des thèmes qui deviendront récurrents dans l’œuvre de Miyazaki, notamment le voyage initiatique ou l’opposition entre la nature et la civilisation. En effet, la quête de Shuna lui permet de découvrir le monde et la société, s’inspirant de l’univers d’un précédent manga de l’auteur, Le Peuple du désert (Sabaku no Tami), à travers par exemple les paysages désertiques ou la ressemblance entre la ville des esclavagistes et Pejite. Dans les deux œuvres également, les nombreux tourments n’entament pas la volonté de vivre des personnages. Puis, Miyazaki reprend ses questionnements de Conan, le fils du futur sur une civilisation humaine confrontée à la nature ou l’hostilité du milieu. Mais sur ce thème, Le Voyage de Shuna se pose comme « un des mondes les plus sombres de Miyazaki », brossant une société en proie à la faim, aux guerres et surtout, à l’esclavagisme. En effet, pour survivre, les hommes sont condamnés à sacrifier des esclaves pour obtenir le blé doré des hommes-dieux. Ce cercle vicieux est finalement rompu par Shuna qui parvient à voler des semences.
À l’opposée des esclavagistes, le village où Théa se réfugie dans la dernière partie fait figure de communauté humble et soudée, espérant simplement en des jours meilleurs. Le voyage initiatique s’achève donc par l’exil et l’intégration à un nouveau milieu. Finalement, l’histoire finit sur une note d’espoir quand Shuna et Théa plantent le blé sacré : il amène une possible renaissance de la civilisation. Le final laisse ainsi la part belle à une « utopie communautaire ».

## Influences ultérieures
Le Voyage de Shuna inspire plusieurs autres œuvres de Miyazaki. Il paraît notamment très proche de Nausicaä de la vallée du vent, sur lequel Miyazaki travaillait déjà alors ; les héros respectifs partagent des aspirations similaires, si bien que Shuna serait un prototype de Nausicaä. En outre, plusieurs thématiques et éléments du manga ont également été repris dans Princesse Mononoké, comme la monture (Yakkul) ou la forêt primaire. Là encore, les deux héros, Shuna et Ashitaka, partagent leur droiture et leur volonté de découvrir le monde malgré leur malédiction. Toutefois, Le Voyage de Shuna reste plus intimiste que ces deux œuvres, le prince ne visant pas à sauver l’humanité, la nature ou les dieux, mais seulement son peuple.
Les dessins réalisés à la peinture à l’eau présentent plusieurs archétypes repris plus tard par Miyazaki, comme les géants, les ruines recouvertes de végétation ou l’apparence des personnages. La proximité est frappante dans le film de Nausicaä de la vallée du vent.
Gorō Miyazaki s’est aussi inspiré de l’univers de l’œuvre de son père (qu’il mentionne dans le générique) pour la création du film Les Contes de Terremer, notamment pour les paysages contemplatifs et l’apparence de Therru.

## Traductions
Le Voyage de Shuna est traduit en anglais par Alex Dudok de Wit pour First Second en 2022 sous le titre Shuna's Journey. Ce volume reçoit en 2023 le prix Eisner de la meilleure édition américaine d'une œuvre internationale (Asie).
La traduction française par Léopold Dahan est publiée aux Éditions Sarbacane le 1er novembre 2023,

## Publication
- (ja) Hayao Miyazaki, シュナの旅, Animage,‎ 1983, 147 p. (ISBN 4-19-669510-8 et 978-4-19-669510-3)

- Hayao Miyazaki, Le Voyage de Shuna, Sarbacane, 2023, 160 p. (ISBN 9791040804444)